# Самтависская и Каспская епархия

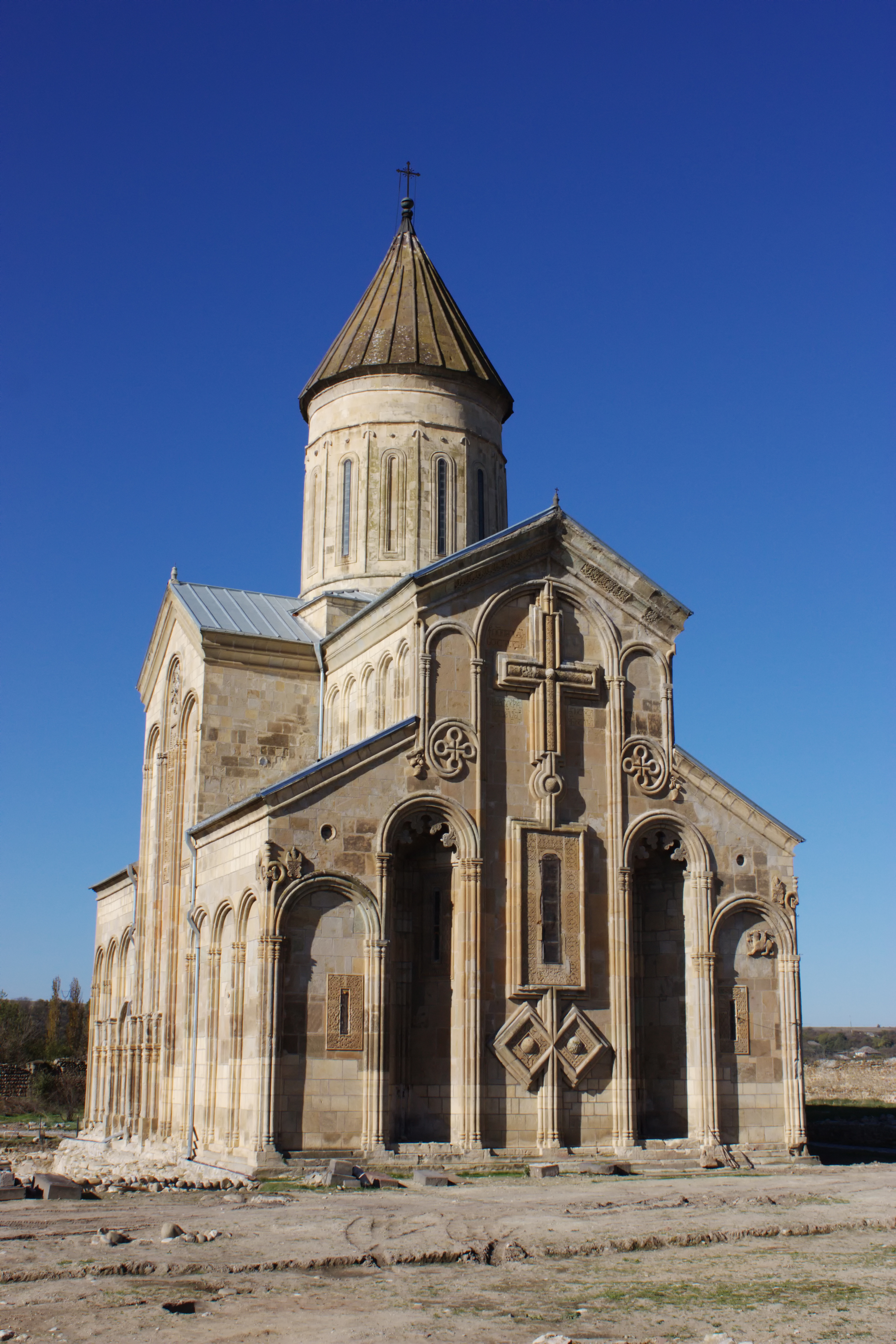
Кафедральный храм Самтависи

Самтависская и Ка́спская епархия (груз. სამთავისისა და კასპის ეპარქია) — епархия Грузинской православной церкви на территории Каспского муниципалитета Грузии.

## История
Одна из двенадцати древних кафедр Грузинской Православной Церкви созданных при царе Вахтанге Горгасали в V—VI века. Центром епархии стал Самтависский монастырь.
Какое то время в XIII—XV веках епархия была объединена с Чкондидской кафедрой под управлением одного архиерея.
В 1803 году главноуправляющий в Грузии П. Д. Цицианов высказался о Самтависской епархии как о «заключающей в себе только 10 священников и по таковой малости и скудости своей не доставляющей епархиальному архиерею почти и пропитания».
Просуществовала до 1811 года, когда, при включении Восточно-Грузинской Церкви в Русскую, была присоединена к Мцхетской епархии.
Самтависская и Горийская епархия епархия была возрождена на соборе Грузинской Православной Церкви в 1995 году. Кафедры и резиденции архиерея разместились в Самтависи, Гори и Каспи. В 2006 году возобновилась деятельность Горийской духовной гимназии.
11 октября 2013 года из состава Самтависской была выделена самостоятельная Горийская епархия, в связи с чем епархия стала именоваться Самтависской и Каспской.

## Епископы
- ок. кон. XII в. - Михаил (Мирианисдзе)
- нач. XVIII в. - Киприан
- упом. в 1790-х — Гервасий
- 5 апреля 1995 — 12 октября 2001 — Вахтанг (Ахвледиани)
- 12 октября 2001 — 11 октября 2013 — Андрей (Гвазава)
- 3 ноября 2013 — 30 июля 2022 — Дамиан (Хупения)